# Ipomoea aquatica
Берізка водяна, іпомея водяна, кангконг (Ipomoea aquatica) — вид водних рослин родини берізкових (Convolvulaceae).

## Назва
В англійській мові рослину називають водяний шпинат, китайський шпинат чи річковий шпинат, китайський водяний крес (настурція), водяна «вранішня слава» (дослівно, від загальної англійської назви рослин роду Ipomoea — morning glory), водяна берізка, китайська берізка, болотяна капуста. У Індонезії та Малайзії використовують назву «канконг». У Таїланді та Лаосі має назву «пхакбунг», «тагалог» — у кхмерській мові, «калмісааг» на хінді. У Китаї відома з часів династії Цзінь з книги «Опис рослин Півдня».

## Будова
Стебло досягає 2-3 метри, утворює великі зарослі на поверхні водойм. Рослина має основне коріння у землі та коріння, що росте прямо з вузлів листя. На поверхні води рослина тримається за рахунок пустот у стеблі. Листя варіюється від стрілоподібного до ланцетного (5-15 см завдовжки і 2-8 см завширшки). Трубоподібні квіти характерні для іпомей білого кольору з рожевою серединою. Плід — невелика яйцеподібна коробочка з крихкими стінками та з 4-ма чорними чи коричневими насінинами.

## Життєвий цикл
Розмножується вегетативно поділом стебла та насінням.

## Поширення та середовище існування
Водна тропічна рослина, росте на Сході та Півдні Азії. Поширена у тропічних країнах усіх континентів як сільськогосподарська рослина. Наразі її походження невідоме. Росте у воді та на вологих ґрунтах, не потребує особливого догляду. Американський департамент сільського господарства визначає водяну берізку як бур'ян. У Флориді, Каліфорнії та на Гаваях зустрічається у дикій природі. На Шрі-Ланці так щільно заростає водяні канали що утворює перешкоди на шляху води і блокує судноплавство. У Техасі водяну берізку почали вирощувати емігранти з Азії більше ніж 30 років тому. Оскільки фактів «втечі» у природні водойми не зафіксовано — Техас зняв обмеження з на вирощування цієї рослини і дозволив вирощування у промислових масштабах.

## Практичне використання

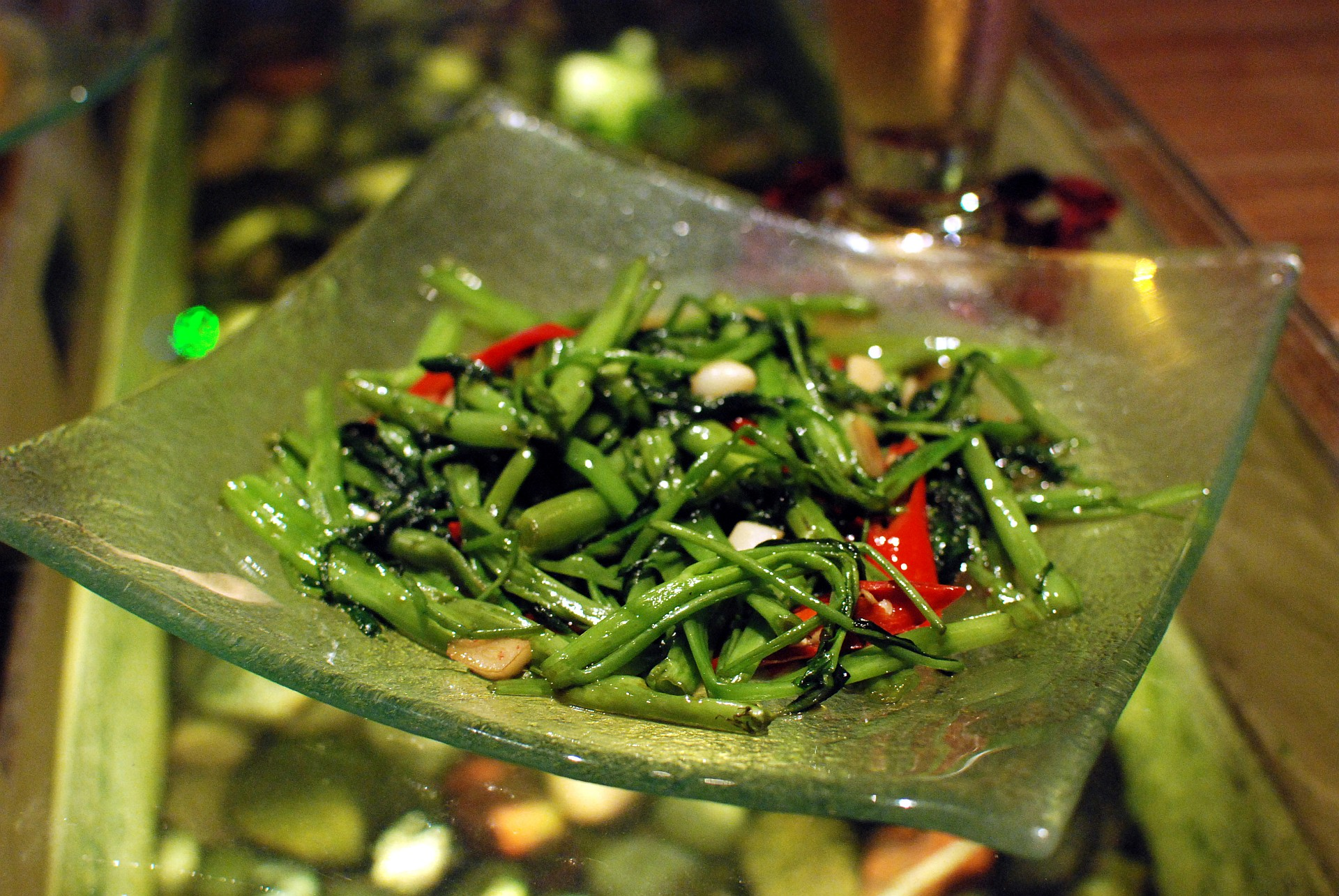
Смажена водяна берізка

Іпомею вирощують у тропічних регіонах по всьому світі заради її їстівних ніжних пагонів та листків. Найбільшого поширення набула у Південно-східній Азії та на Тайвані. В Таїланді з водяної берізки готують страву «пхад пхакбунг» (смажені листя і пагони). Це популярна їжа серед селян. Також водяну берізку їдять у сирому вигляді та як елемент популярного салату з папаї (сомтам). Через вживання водяної берізки у сирому вигляді є небезпека заразитися шлунковим паразитом Fasciolopsis buski.
Поза тропіками вирощують у контейнерах з водою.

## Поживність
У листі та молодих пагонах водяної берізки на 100 грам — 19 Ккал, вуглеводнів — 3,14 гр, жирів — 0,2 гр, білків — 2,6 гр. Містить вітамін А, B1, B2, B3, B5, B6, B9. C, мінерали кальцій, залізо, магній, марганець, калій, натрій, фосфор, цинк.